# علمانية منظمة
العلمانية المنظمة، في بلجيكا، (بالفرنسية: Laïcité organisée، بالهولندية: georganiseerde vrijzinnigheid) هي الجمعيات والمنظمات المحلية التي تقدم الدعم المعنوي للمواطنين الطبيعانيين والملحدين واللاأدريين والعلمانيين والإنسانيين الأحرار والبرايتس واللادينيين وغير المذهبيين. والشخص الذي يشترك في مثل هذه الكيانات أو الأيديولوجيات، أو على الأقل لديه اهتمام في «الاستقصاء الحر» بصرف النظر عن التقاليد الدينية يوصف بأنه «علماني» أو «مفكر حر» (بالفرنسية: laïque، بالهولندية: vrijzinnig).
في بلجيكا الناطقة بالهولندية تعتبر deMens.nu المجموعة الإنسانية الرائدة (الإنسانية الآن، المعروفة سابقًا باسم اتحاد الجمعيات الليبرالية)، والتي تعمل كاتحاد وطني للمنظمات غير الدينية ومجموعة شاملة «للإنسانية الليبرالية» المحلية وجمعيات الفكر الحر. وفي بلجيكا الناطقة بالفرنسية توجد المنظمة الشاملة Centre d'action laïque (سي إيه إل، أو مركز العمل العلماني).
على النقيض من النموذج الفرنسي للتنظيم الجماعي لأتباع اللادينية واللاألوهية، فإن النموذج البلجيكي أكثر تنظيمًا وتماسكًا، وذلك بسبب العزل المجتمعي للنظم والمجتمعات الدينية البلجيكية على غرار النموذج الهولندي؛ في مثل هذا الهيكل، تُنسخ المنظمات الاجتماعية المختلفة، مثل قوات الكشافة والنقابات والتعاونيات والجمعيات المشتركة لكل مجتمع ديني أو فلسفي (كاثوليكي، وبروتستانتي، ويهودي، ومسلم، واشتراكي، وليبرالي، إلخ). لذا فإن العديد من البلجيكيين اللاألوهيين والإنسانيين العلمانيين يشاركون في خدمات على غرار التجمعات التي يقودها رجال الدين والقساوسة العلمانيون. ويوازي هذا التمييز في الولايات المتحدة بين الإنسانيين العلمانيين والإنسانيين الدينيين، الذين يختلفون وفقًا لرؤيتهم للإنسانية كمصطلح تحليلي لمعتقداتهم الضمنية أو فلسفة مميزة شبيهة بالدين.

## القانون البلجيكي
تنص المادة 181 من الدستور البلجيكي حاليًا على ما يلي:
- أولًا: رواتب ومعاشات رجال الدين من مسؤولية الدولة والمبالغ اللازمة للتعامل معهم هي من الميزانية السنوية.
- ثانيًا: الرواتب والمعاشات لممثلي المنظمات المعترف بها قانونًا على أنها تقدم مساعدة معنوية وفقًا لتكليف فلسفي غير ديني للدولة، والمبالغ اللازمة للتعامل معهم هي من الميزانية السنوية.

بموجب المادة 1، يعترف بالديانة الكاثوليكية والبروتستانتية والأنجليكانية والأرثوذكسية والعبادة اليهودية والعقيدة الإسلامية.
بموجب المادة 2، «قانون 21 يونيو عام 2002 حول المجلس المركزي للمجتمعات الفلسفية غير الطائفية في بلجيكا، يعترف المندوبون والمؤسسات المسؤولة عن إدارة المصالح المالية والمادية للمجتمعات الفلسفية غير المذهبية المعترف بها» «بالمجتمع الفلسفي غير المذهبي» حسب الإقليم وعلى المستوى الوطني، «مجلس علماني مركزي» يتألف من «مركز العمل العلماني» على الجانب الفرنسي و«المنظمات الليبرالية المتحدة» على الجانب الهولندي.
- «في عاصمة كل مقاطعة، تنشأ مؤسسة عامة تسمى» مؤسسة المساعدة القانونية للمجلس المركزي العلماني، «تتمتع بالشخصية الاعتبارية والإدارة المسؤولة للمصالح المالية والمادية للمجتمع الفلسفي غير المذهبي المعترف به والمقبول، التي تقع على أراضي الإقليم» (المادة 5 من القانون).

وكجزء من هذا الوضع العام، هناك العديد من المنظمات العلمانية، غالبًا ما تكون أقدم بكثير من المنتدى العام، التي تعد أيضًا أماكن اجتماع للأشخاص الذين لديهم مفهوم مشترك للحياة ويتبنون العلمانية وقد بدأت في العديد من الأماكن لهذا الغرض (أحيانًا مع دعم السلطات البلدية).
تقدم بعض الجمعيات المساعدة القانونية على أساس فلسفي غير طائفي، وبالتالي تشكل بديلًا للقساوسة في المستشفيات أو السجون أو الجيش أو في المدينة. تنظم بعض هذه الجمعيات مراسم احتفالية محليًا لأولئك الذين يطلبونها في بعض الأوقات المهمة في الحياة:
- كفالة (بمناسبة ولادة طفل)
- الاحتفال العلماني بالشباب
- الزواج العلماني (يختلف عن الزواج المدني)
- جنازة علمانية

هذه الاحتفالات هي طقوس عبور بديلة للذين يرغبون بالاختلاط الاجتماعي في بعض الأوقات المهمة من حياتهم دون اللجوء إلى أبهة الدين الذي ينتمون إليه.
وبلغت الميزانية على نفقة الدولة البلجيكية لعام 2003 لهذه المنح 9010190 يورو.